# Tour du Limousin 1978
La 11e édition du Tour du Limousin s'est déroulée du 16 au 20 août 1978, et a vu s'imposer le Français Gilbert Chaumaz.

## Classements des étapes
| Étape     | Date    | Villes étapes          | Vainqueur d'étape | Equipe     | Leader du classement général | Équipe  |
| 1re étape | 16 août | Guéret - Saint-Junien  | Jacques Bossis    | Renault    | Jacques Bossis               | Renault |
| 2e étape  | 17 août | Saint-Junien - Limoges | Bernard Bourreau  | Peugeot    | Bernard Becaas               | Renault |
| 3e étape  | 18 août | Limoges - Tulle        | Hubert Arbès      | Renault    | Gilbert Chaumaz              | Renault |
| 4e étape  | 19 août | Tulle - Ussel          | Mariano Martinez  | Jobo       | Gilbert Chaumaz              | Renault |
| 5e étape  | 20 août | Ussel - Guéret         | Roger Legeay      | Lejeune BP | Gilbert Chaumaz              | Renault |

## Classement final
| 1. | Gilbert Chaumaz | Renault |
| 2. | Jacques Bossis  | Renault |
| 3. | Hubert Arbès    | Renault |